# Rdzawostrząb jasnoskrzydły
Rdzawostrząb jasnoskrzydły, jastrząb kreskowany, jastrząb czerwony (Erythrotriorchis radiatus) – gatunek ptaka z rodziny jastrzębiowatych (Accipitridae). Jest to prawdopodobnie najrzadziej występujący australijski ptak drapieżny. Nie wyróżnia się podgatunków.
MorfologiaJest to duży, szybki, ubarwiony rudawo-brązowo ptak. Osiąga długość ciała 45–60 cm oraz rozpiętość skrzydeł 100–135 cm. Samice ważą około 1,1 kg, a samce około 0,63 kg.
Zasięg występowaniaWystępuje głównie na wybrzeżach i w pobliżu wybrzeży północnej i wschodniej Australii. Bardzo rzadko stwierdzany w głębi kontynentu, lecz nie odnotowano tam żadnych lęgów, więc prawdopodobnie tylko tam zalatuje.
Ekologia i zachowanieZamieszkuje głównie lasy, a także sawannę w pobliżu cieków wodnych. Jest najczęściej obserwowany pojedynczo, a czasami w parach lub grupach rodzinnych.
Okres lęgowy trwa od maja do października na północy i od sierpnia do października na wschodzie. Pary gniazdują samotnie. Gniazdo to platforma z patyków wyłożona zielonymi liśćmi i umieszczona 15–29 m nad ziemią w rozwidleniu żywego lub częściowo martwego drzewa, w odległości do 1 km od cieku wodnego lub mokradła. W zniesieniu jedno lub dwa jaja (zwykle dwa), a okres inkubacji wynosi około 40 dni. Młode opuszczają gniazdo po 51–53 dniach od wyklucia (samiczki być może później), ale są jeszcze zależne od rodziców (przynajmniej częściowo) przez co najmniej dwa lub trzy miesiące.
StatusMiędzynarodowa Unia Ochrony Przyrody (IUCN) od 2020 roku uznaje rdzawostrzębia jasnoskrzydłego za gatunek zagrożony (EN – endangered); wześniej, od 2012 miał on status gatunku bliskiego zagrożenia (NT – near threatened), od 2000 – gatunku narażonego (VU – vulnerable), a od 1994 – gatunku zagrożonego (EN – endangered). Liczebność populacji w 2011 szacowano na około 700 par lęgowych, czyli 1400 dorosłych osobników, jednak prawdopodobnie obecnie ich liczebność nie przekracza 500 par lęgowych. Trend liczebności populacji uznaje się za spadkowy.